# 斑拟鼻螺
斑拟鼻螺（学名：Pseudosimnia punctata）为梭螺科拟鼻螺属的动物。分布于印度-太平洋区以及中国大陆的福建沿海等地，营寄生生活，潮间带低潮区至水深30m的海底，寄主为腔肠动物软珊瑚类。该物种的模式产地在留尼汪岛、印度洋。